# Hylla
Hylla is een plaats in de Noorse gemeente Inderøy, provincie Trøndelag. Hylla telt 397 inwoners (2007) en heeft een oppervlakte van 0,35 km².